# Terry Rossio

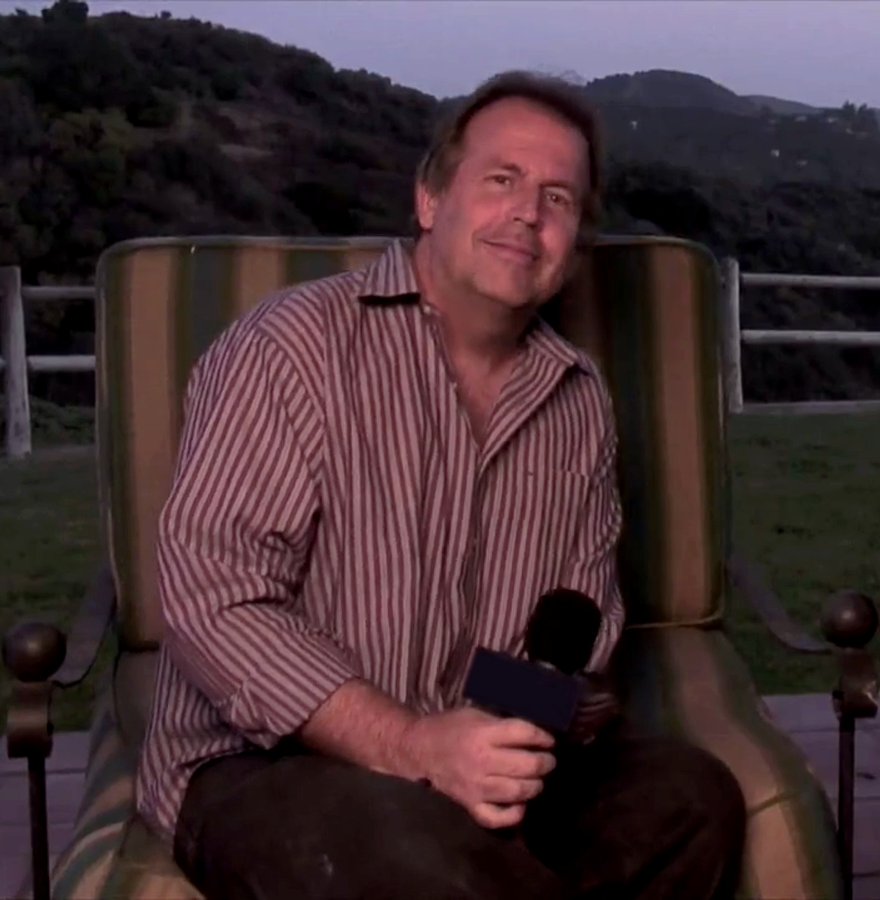
Terry Rossio (2009)

Terry Rossio (* 2. Juli 1960 in Kalamazoo, Michigan) ist ein US-amerikanischer Drehbuchautor.

## Karriere
Bekannt geworden ist er durch seine Drehbücher für die Fluch-der-Karibik-Quadrologie. Zusammen mit seinem Kollegen Ted Elliott war er 2004 für einen Bram Stoker Award nominiert. Die beiden verfassten auch das Oscar-nominierte Drehbuch zu Shrek. Für dieses gewannen sie bei den Annie Awards und den British Academy Film Awards je eine Auszeichnung.
Sein Debüt als Autor gab er 1989 mit Kleine Monster.

## Filmografie (Auswahl)
- 1992: Aladdin
- 1994: Puppet Masters – Bedrohung aus dem All (The Puppet Masters)
- 1998: Godzilla
- 1998: Small Soldiers
- 1998: Die Maske des Zorro (The Mask of Zorro)
- 2000: Der Weg nach El Dorado (The Road to El Dorado)
- 2003: Fluch der Karibik (Pirates of the Caribbean: The Curse of the Black Pearl)
- 2006: Pirates of the Caribbean – Fluch der Karibik 2 (Pirates of the Caribbean: Dead Man’s Chest)
- 2006: Déjà Vu – Wettlauf gegen die Zeit (Déjà Vu)
- 2007: Pirates of the Caribbean – Am Ende der Welt (Pirates of the Caribbean:At World’s End)
- 2007: Das Vermächtnis des geheimen Buches (National Treasure: Book of Secrets)
- 2011: Pirates of the Caribbean – Fremde Gezeiten (Pirates of the Caribbean: On Stranger Tides)
- 2013: Für immer jung (Lovestruck: The Musical)
- 2013: Lone Ranger (The Lone Ranger)
- 2021: Godzilla vs. Kong
- 2022: The Amazing Maurice
- 2024: Godzilla × Kong: The New Empire